# Giro de Sicília 2022
El Giro de Sicília 2022, 26a edició del Giro de Sicília, es va disputar entre el 12 i el 15 d'abril de 2022. La cura formava part del del calendari UCI Europa Tour 2022 en categoria 2.1.
Damiano Caruso (Itàlia), vencedor de dues etapes, fou el vencedor final, amb 29 segons sobre l'equatorià Alexander Cepeda (Drone Hopper-Androni Giocattoli) i el sud-africà Louis Meintjes (Intermarché-Wanty-Gobert Matériaux), segon i tercer respectivament.

## Equips
En aquesta edició hi van prendre part 19 equips:
| WorldTeams (3)- Astana Qazaqstan Team - Intermarché-Wanty-Gobert Matériaux - Trek-Segafredo ProTeams (4)- Bardiani-CSF-Faizanè - Drone Hopper-Androni Giocattoli - Eolo-Kometa - Human Powered Health Equips continentals (11)- Biesse-Carrera - Colombia Tierra de Atletas-GW Bicicletas - Cycling Team Friuli ASD - D'Amico UM Tools - EF Education-Nippo Development - Giotti Victoria-Savini Due - MG.K Vis Colors For Peace VPM - Team Corratec - Team Qhubeka - Work Service-Vitalcare-Dynatek - Zalf Euromobil Fior Equip nacional- Itàlia |
| |

## Etapes
| Etapa    | Data      | Ciutats d'etapa                      | type                    | Distància (km) | Vencedor de l'etapa | Líder de la general |
| -------- | --------- | ------------------------------------ | ----------------------- | -------------- | ------------------- | ------------------- |
| 1a etapa | 12 de abr | Milazzo – Bagheria                   | etapa plana             | 199            | Matteo Malucelli    | Matteo Malucelli    |
| 2a etapa | 13 de abr | Palma di Montechiaro – Caltanissetta | etapa de mitja muntanya | 152            | Damiano Caruso      | Damiano Caruso      |
| 3a etapa | 14 de abr | Realmonte – Piazza Armerina          | etapa de mitja muntanya | 171            | Fran Miholjević     | Fran Miholjević     |
| 4a etapa | 15 de abr | Ragalna – Etna                       | etapa de muntanya       | 140            | Damiano Caruso      | Damiano Caruso      |

### Etapa 1
| \| Classificació de l'etapa \| Classificació de l'etapa \| Classificació de l'etapa \| Classificació de l'etapa \| Classificació de l'etapa \| \| Corredor \| Corredor \| Equip \| Temps \| \| \| ------------------------ \| ------------------------ \| ---------------------------------- \| ------------------------ \| ------------------------ \| \| 1r \| Matteo Malucelli \| Itàlia \| 4h 21' 36" \| \| \| 2n \| Matteo Moschetti \| Trek-Segafredo \| + 0" \| \| \| 3r \| Filippo Fiorelli \| Bardiani CSF Faizanè \| + 0" \| \| \| 4t \| Alessandro Fedeli \| Itàlia \| + 0" \| \| \| 5è \| Damiano Caruso \| Itàlia \| + 0" \| \| \| 6è \| David Martin \| Eolo-Kometa \| + 0" \| \| \| 7è \| Gerben Thijssen \| Intermarché-Wanty-Gobert Matériaux \| + 0" \| \| \| 8è \| Pier-André Côté \| Human Powered Health \| + 0" \| \| \| 9è \| Carloalberto Giordani \| Biesse-Carrera \| + 0" \| \| \| 10è \| Nicola Venchiarutti \| Work Service-Vitalcare-Dynatek \| + 0" \| \| |                       |                                    |            |
| |                       |                                    |            |
| Font: ProCyclingStats |                       |                                    |            |
| Classificació de l'etapa |                       |                                    |            |
| Corredor | Corredor              | Equip                              | Temps      |
| 1r | Matteo Malucelli      | Itàlia                             | 4h 21' 36" |
| 2n | Matteo Moschetti      | Trek-Segafredo                     | + 0"       |
| 3r | Filippo Fiorelli      | Bardiani CSF Faizanè               | + 0"       |
| 4t | Alessandro Fedeli     | Itàlia                             | + 0"       |
| 5è | Damiano Caruso        | Itàlia                             | + 0"       |
| 6è | David Martin          | Eolo-Kometa                        | + 0"       |
| 7è | Gerben Thijssen       | Intermarché-Wanty-Gobert Matériaux | + 0"       |
| 8è | Pier-André Côté       | Human Powered Health               | + 0"       |
| 9è | Carloalberto Giordani | Biesse-Carrera                     | + 0"       |
| 10è | Nicola Venchiarutti   | Work Service-Vitalcare-Dynatek     | + 0"       |

| \| Classificació general \| Classificació general \| Classificació general \| Classificació general \| Classificació general \| \| Corredor \| Corredor \| Equip \| Temps \| \| \| --------------------- \| --------------------- \| ---------------------------------- \| --------------------- \| --------------------- \| \| 1r \| Matteo Malucelli \| Itàlia \| 4h 21' 26" \| \| \| 2n \| Matteo Moschetti \| Trek-Segafredo \| + 4" \| \| \| 3r \| Filippo Fiorelli \| Bardiani CSF Faizanè \| + 6" \| \| \| 4t \| Alejandro Ropero \| Eolo-Kometa \| + 7" \| \| \| 5è \| Michael Belleri \| Biesse-Carrera \| + 9" \| \| \| 6è \| Alessandro Fedeli \| Itàlia \| + 10" \| \| \| 7è \| Damiano Caruso \| Itàlia \| + 10" \| \| \| 8è \| David Martin \| Eolo-Kometa \| + 10" \| \| \| 9è \| Gerben Thijssen \| Intermarché-Wanty-Gobert Matériaux \| + 10" \| \| \| 10è \| Pier-André Côté \| Human Powered Health \| + 10" \| \| |                   |                                    |            |
| |                   |                                    |            |
| Font: ProCyclingStats |                   |                                    |            |
| Classificació general |                   |                                    |            |
| Corredor | Corredor          | Equip                              | Temps      |
| 1r | Matteo Malucelli  | Itàlia                             | 4h 21' 26" |
| 2n | Matteo Moschetti  | Trek-Segafredo                     | + 4"       |
| 3r | Filippo Fiorelli  | Bardiani CSF Faizanè               | + 6"       |
| 4t | Alejandro Ropero  | Eolo-Kometa                        | + 7"       |
| 5è | Michael Belleri   | Biesse-Carrera                     | + 9"       |
| 6è | Alessandro Fedeli | Itàlia                             | + 10"      |
| 7è | Damiano Caruso    | Itàlia                             | + 10"      |
| 8è | David Martin      | Eolo-Kometa                        | + 10"      |
| 9è | Gerben Thijssen   | Intermarché-Wanty-Gobert Matériaux | + 10"      |
| 10è | Pier-André Côté   | Human Powered Health               | + 10"      |

### Etapa 2
| \| Classificació de l'etapa \| Classificació de l'etapa \| Classificació de l'etapa \| Classificació de l'etapa \| Classificació de l'etapa \| \| Corredor \| Corredor \| Equip \| Temps \| \| \| ------------------------ \| ------------------------ \| ------------------------------------- \| ------------------------ \| ------------------------ \| \| 1r \| Damiano Caruso \| Itàlia \| 3h 45' 18" \| \| \| 2n \| Vincenzo Nibali \| Astana Qazaqstan Team \| + 0" \| \| \| 3r \| Domenico Pozzovivo \| Intermarché-Wanty-Gobert Matériaux \| + 0" \| \| \| 4t \| Kenny Elissonde \| Trek-Segafredo \| + 0" \| \| \| 5è \| Alessandro Fedeli \| Itàlia \| + 3" \| \| \| 6è \| Vincenzo Albanese \| Eolo-Kometa \| + 3" \| \| \| 7è \| Nicola Conci \| Itàlia \| + 3" \| \| \| 8è \| Filippo Fiorelli \| Bardiani CSF Faizanè \| + 3" \| \| \| 9è \| Alexander Cepeda \| Drone Hopper-Androni Giocattoli \| + 3" \| \| \| 10è \| Edgar Pinzón \| Colombia Tierra de Atletas-GW Shimano \| + 3" \| \| |                    |                                       |            |
| |                    |                                       |            |
| Font: ProCyclingStats |                    |                                       |            |
| Classificació de l'etapa |                    |                                       |            |
| Corredor | Corredor           | Equip                                 | Temps      |
| 1r | Damiano Caruso     | Itàlia                                | 3h 45' 18" |
| 2n | Vincenzo Nibali    | Astana Qazaqstan Team                 | + 0"       |
| 3r | Domenico Pozzovivo | Intermarché-Wanty-Gobert Matériaux    | + 0"       |
| 4t | Kenny Elissonde    | Trek-Segafredo                        | + 0"       |
| 5è | Alessandro Fedeli  | Itàlia                                | + 3"       |
| 6è | Vincenzo Albanese  | Eolo-Kometa                           | + 3"       |
| 7è | Nicola Conci       | Itàlia                                | + 3"       |
| 8è | Filippo Fiorelli   | Bardiani CSF Faizanè                  | + 3"       |
| 9è | Alexander Cepeda   | Drone Hopper-Androni Giocattoli       | + 3"       |
| 10è | Edgar Pinzón       | Colombia Tierra de Atletas-GW Shimano | + 3"       |

| \| Classificació general \| Classificació general \| Classificació general \| Classificació general \| Classificació general \| \| Corredor \| Corredor \| Equip \| Temps \| \| \| --------------------- \| --------------------- \| ------------------------------------- \| --------------------- \| --------------------- \| \| 1r \| Damiano Caruso \| Itàlia \| 8h 06' 44" \| \| \| 2n \| Vincenzo Nibali \| Astana Qazaqstan Team \| + 4" \| \| \| 3r \| Domenico Pozzovivo \| Intermarché-Wanty-Gobert Matériaux \| + 6" \| \| \| 4t \| Filippo Fiorelli \| Bardiani CSF Faizanè \| + 9" \| \| \| 5è \| Kenny Elissonde \| Trek-Segafredo \| + 10" \| \| \| 6è \| Alessandro Fedeli \| Itàlia \| + 13" \| \| \| 7è \| Nicola Conci \| Itàlia \| + 13" \| \| \| 8è \| Alexander Cepeda \| Drone Hopper-Androni Giocattoli \| + 13" \| \| \| 9è \| Edgar Pinzón \| Colombia Tierra de Atletas-GW Shimano \| + 13" \| \| \| 10è \| Vincenzo Albanese \| Eolo-Kometa \| + 13" \| \| |                    |                                       |            |
| |                    |                                       |            |
| Font: ProCyclingStats |                    |                                       |            |
| Classificació general |                    |                                       |            |
| Corredor | Corredor           | Equip                                 | Temps      |
| 1r | Damiano Caruso     | Itàlia                                | 8h 06' 44" |
| 2n | Vincenzo Nibali    | Astana Qazaqstan Team                 | + 4"       |
| 3r | Domenico Pozzovivo | Intermarché-Wanty-Gobert Matériaux    | + 6"       |
| 4t | Filippo Fiorelli   | Bardiani CSF Faizanè                  | + 9"       |
| 5è | Kenny Elissonde    | Trek-Segafredo                        | + 10"      |
| 6è | Alessandro Fedeli  | Itàlia                                | + 13"      |
| 7è | Nicola Conci       | Itàlia                                | + 13"      |
| 8è | Alexander Cepeda   | Drone Hopper-Androni Giocattoli       | + 13"      |
| 9è | Edgar Pinzón       | Colombia Tierra de Atletas-GW Shimano | + 13"      |
| 10è | Vincenzo Albanese  | Eolo-Kometa                           | + 13"      |

### Etapa 3
| \| Classificació de l'etapa \| Classificació de l'etapa \| Classificació de l'etapa \| Classificació de l'etapa \| Classificació de l'etapa \| \| Corredor \| Corredor \| Equip \| Temps \| \| \| ------------------------ \| ------------------------ \| ---------------------------------- \| ------------------------ \| ------------------------ \| \| 1r \| Fran Miholjević \| Cycling Team Friuli ASD \| 4h 54' 07" \| \| \| 2n \| Pier-André Côté \| Human Powered Health \| + 41" \| \| \| 3r \| Filippo Fiorelli \| Bardiani CSF Faizanè \| + 41" \| \| \| 4t \| Nicola Venchiarutti \| Work Service-Vitalcare-Dynatek \| + 41" \| \| \| 5è \| Vincenzo Albanese \| Eolo-Kometa \| + 41" \| \| \| 6è \| Vincenzo Nibali \| Astana Qazaqstan Team \| + 41" \| \| \| 7è \| Jacopo Mosca \| Trek-Segafredo \| + 41" \| \| \| 8è \| Valerio Conti \| Astana Qazaqstan Team \| + 41" \| \| \| 9è \| Georg Zimmermann \| Intermarché-Wanty-Gobert Matériaux \| + 41" \| \| \| 10è \| Alessandro Fedeli \| Itàlia \| + 41" \| \| |                     |                                    |            |
| |                     |                                    |            |
| Font: ProCyclingStats |                     |                                    |            |
| Classificació de l'etapa |                     |                                    |            |
| Corredor | Corredor            | Equip                              | Temps      |
| 1r | Fran Miholjević     | Cycling Team Friuli ASD            | 4h 54' 07" |
| 2n | Pier-André Côté     | Human Powered Health               | + 41"      |
| 3r | Filippo Fiorelli    | Bardiani CSF Faizanè               | + 41"      |
| 4t | Nicola Venchiarutti | Work Service-Vitalcare-Dynatek     | + 41"      |
| 5è | Vincenzo Albanese   | Eolo-Kometa                        | + 41"      |
| 6è | Vincenzo Nibali     | Astana Qazaqstan Team              | + 41"      |
| 7è | Jacopo Mosca        | Trek-Segafredo                     | + 41"      |
| 8è | Valerio Conti       | Astana Qazaqstan Team              | + 41"      |
| 9è | Georg Zimmermann    | Intermarché-Wanty-Gobert Matériaux | + 41"      |
| 10è | Alessandro Fedeli   | Itàlia                             | + 41"      |

| \| Classificació general \| Classificació general \| Classificació general \| Classificació general \| Classificació general \| \| Corredor \| Corredor \| Equip \| Temps \| \| \| --------------------- \| --------------------- \| ------------------------------------- \| --------------------- \| --------------------- \| \| 1r \| Fran Miholjević \| Cycling Team Friuli ASD \| 13h 01' 14" \| \| \| 2n \| Damiano Caruso \| Itàlia \| + 18" \| \| \| 3r \| Vincenzo Nibali \| Astana Qazaqstan Team \| + 22" \| \| \| 4t \| Filippo Fiorelli \| Bardiani CSF Faizanè \| + 23" \| \| \| 5è \| Domenico Pozzovivo \| Intermarché-Wanty-Gobert Matériaux \| + 24" \| \| \| 6è \| Kenny Elissonde \| Trek-Segafredo \| + 28" \| \| \| 7è \| Alessandro Fedeli \| Itàlia \| + 31" \| \| \| 8è \| Nicola Conci \| Itàlia \| + 31" \| \| \| 9è \| Alexander Cepeda \| Drone Hopper-Androni Giocattoli \| + 31" \| \| \| 10è \| Edgar Pinzón \| Colombia Tierra de Atletas-GW Shimano \| + 31" \| \| |                    |                                       |             |
| |                    |                                       |             |
| Font: ProCyclingStats |                    |                                       |             |
| Classificació general |                    |                                       |             |
| Corredor | Corredor           | Equip                                 | Temps       |
| 1r | Fran Miholjević    | Cycling Team Friuli ASD               | 13h 01' 14" |
| 2n | Damiano Caruso     | Itàlia                                | + 18"       |
| 3r | Vincenzo Nibali    | Astana Qazaqstan Team                 | + 22"       |
| 4t | Filippo Fiorelli   | Bardiani CSF Faizanè                  | + 23"       |
| 5è | Domenico Pozzovivo | Intermarché-Wanty-Gobert Matériaux    | + 24"       |
| 6è | Kenny Elissonde    | Trek-Segafredo                        | + 28"       |
| 7è | Alessandro Fedeli  | Itàlia                                | + 31"       |
| 8è | Nicola Conci       | Itàlia                                | + 31"       |
| 9è | Alexander Cepeda   | Drone Hopper-Androni Giocattoli       | + 31"       |
| 10è | Edgar Pinzón       | Colombia Tierra de Atletas-GW Shimano | + 31"       |

### Etapa 4
| \| Classificació de l'etapa \| Classificació de l'etapa \| Classificació de l'etapa \| Classificació de l'etapa \| Classificació de l'etapa \| \| Corredor \| Corredor \| Equip \| Temps \| \| \| ------------------------ \| ------------------------ \| ---------------------------------- \| ------------------------ \| ------------------------ \| \| 1r \| Damiano Caruso \| Itàlia \| 4h 01' 47" \| \| \| 2n \| Louis Meintjes \| Intermarché-Wanty-Gobert Matériaux \| + 5" \| \| \| 3r \| Alexander Cepeda \| Drone Hopper-Androni Giocattoli \| + 10" \| \| \| 4t \| Vincenzo Nibali \| Astana Qazaqstan Team \| + 17" \| \| \| 5è \| Diego Rosa \| Eolo-Kometa \| + 50" \| \| \| 6è \| Kenny Elissonde \| Trek-Segafredo \| + 57" \| \| \| 7è \| Nicola Conci \| Itàlia \| + 2' 06" \| \| \| 8è \| Vincenzo Albanese \| Eolo-Kometa \| + 2' 18" \| \| \| 9è \| Antonio Nibali \| Astana Qazaqstan Team \| + 2' 20" \| \| \| 10è \| Luca Rastelli \| Bardiani CSF Faizanè \| + 2' 22" \| \| |                   |                                    |            |
| |                   |                                    |            |
| Font: ProCyclingStats |                   |                                    |            |
| Classificació de l'etapa |                   |                                    |            |
| Corredor | Corredor          | Equip                              | Temps      |
| 1r | Damiano Caruso    | Itàlia                             | 4h 01' 47" |
| 2n | Louis Meintjes    | Intermarché-Wanty-Gobert Matériaux | + 5"       |
| 3r | Alexander Cepeda  | Drone Hopper-Androni Giocattoli    | + 10"      |
| 4t | Vincenzo Nibali   | Astana Qazaqstan Team              | + 17"      |
| 5è | Diego Rosa        | Eolo-Kometa                        | + 50"      |
| 6è | Kenny Elissonde   | Trek-Segafredo                     | + 57"      |
| 7è | Nicola Conci      | Itàlia                             | + 2' 06"   |
| 8è | Vincenzo Albanese | Eolo-Kometa                        | + 2' 18"   |
| 9è | Antonio Nibali    | Astana Qazaqstan Team              | + 2' 20"   |
| 10è | Luca Rastelli     | Bardiani CSF Faizanè               | + 2' 22"   |

### Classificació final
| \| Classificació general \| Classificació general \| Classificació general \| Classificació general \| Classificació general \| \| Corredor \| Corredor \| Equip \| Temps \| \| \| --------------------- \| --------------------- \| ------------------------------------- \| --------------------- \| --------------------- \| \| 1r \| Damiano Caruso \| Itàlia \| 17h 03' 09" \| \| \| 2n \| Alexander Cepeda \| Drone Hopper-Androni Giocattoli \| + 29" \| \| \| 3r \| Louis Meintjes \| Intermarché-Wanty-Gobert Matériaux \| + 29" \| \| \| 4t \| Vincenzo Nibali \| Astana Qazaqstan Team \| + 31" \| \| \| 5è \| Kenny Elissonde \| Trek-Segafredo \| + 1' 17" \| \| \| 6è \| Nicola Conci \| Itàlia \| + 2' 29" \| \| \| 7è \| Vincenzo Albanese \| Eolo-Kometa \| + 2' 41" \| \| \| 8è \| Edgar Pinzón \| Colombia Tierra de Atletas-GW Shimano \| + 2' 45" \| \| \| 9è \| Andrei Zeits \| Astana Qazaqstan Team \| + 2' 52" \| \| \| 10è \| Antonio Nibali \| Astana Qazaqstan Team \| + 2' 57" \| \| |                   |                                       |             |
| |                   |                                       |             |
| Font: ProCyclingStats |                   |                                       |             |
| Classificació general |                   |                                       |             |
| Corredor | Corredor          | Equip                                 | Temps       |
| 1r | Damiano Caruso    | Itàlia                                | 17h 03' 09" |
| 2n | Alexander Cepeda  | Drone Hopper-Androni Giocattoli       | + 29"       |
| 3r | Louis Meintjes    | Intermarché-Wanty-Gobert Matériaux    | + 29"       |
| 4t | Vincenzo Nibali   | Astana Qazaqstan Team                 | + 31"       |
| 5è | Kenny Elissonde   | Trek-Segafredo                        | + 1' 17"    |
| 6è | Nicola Conci      | Itàlia                                | + 2' 29"    |
| 7è | Vincenzo Albanese | Eolo-Kometa                           | + 2' 41"    |
| 8è | Edgar Pinzón      | Colombia Tierra de Atletas-GW Shimano | + 2' 45"    |
| 9è | Andrei Zeits      | Astana Qazaqstan Team                 | + 2' 52"    |
| 10è | Antonio Nibali    | Astana Qazaqstan Team                 | + 2' 57"    |

## Evolució de les classificacions
| Etapa                  | Vencedor               | Classificació general | Classificació de la muntanya | Classificació per punts | Classificació dels joves |                  |
| ---------------------- | ---------------------- | --------------------- | ---------------------------- | ----------------------- | ------------------------ | ---------------- |
| 1                      | Matteo Malucelli       | Matteo Malucelli      | Matteo Malucelli             | Stefano Gandin          | Alejandro Ropero         | Itàlia           |
| 2                      | Damiano Caruso         | Damiano Caruso        | Damiano Caruso               | Stefano Gandin          | Nicola Conci             | Itàlia           |
| 3                      | Fran Miholjević        | Fran Miholjević       | Filippo Fiorelli             | Stefano Gandin          | Fran Miholjević          | Itàlia           |
| 4                      | Damiano Caruso         | Damiano Caruso        | Damiano Caruso               | Stefano Gandin          | Alexander Cepeda         | Astana Qazaqstan |
| Classificacions finals | Classificacions finals | Damiano Caruso        | Damiano Caruso               | Stefano Gandin          | Alexander Cepeda         | Astana Qazaqstan |